# Before the Dawn
Pour les articles homonymes, voir Before the Dawn (spectacle en résidence de Kate Bush), Before the Dawn (album), Avant l'aube, Aube et BTD.
Before the Dawn ou BTD est un groupe de death metal mélodique finlandais. Formé en 1999 par le multi-instrumentiste Tuomas Saukkonen, le groupe, anciennement signé au label Nuclear Blast compte un total de sept albums studio, une démo, un split, et un EP/DVD. Ce groupe est un des nombreux auxquels Tuomas Saukkonen fait partie, il fait également partie de Bonegrinder (death metal), Dawn of Solace (doom gothique), The Final Harvest (death metal), Black Sun Aeon (death gothique).
Au début de 2013, Saukkonen annonce qu'il dissout la totalité des groupes dont il fait partie afin d'en créer un seul et unique : Wolfheart.

## Biographie

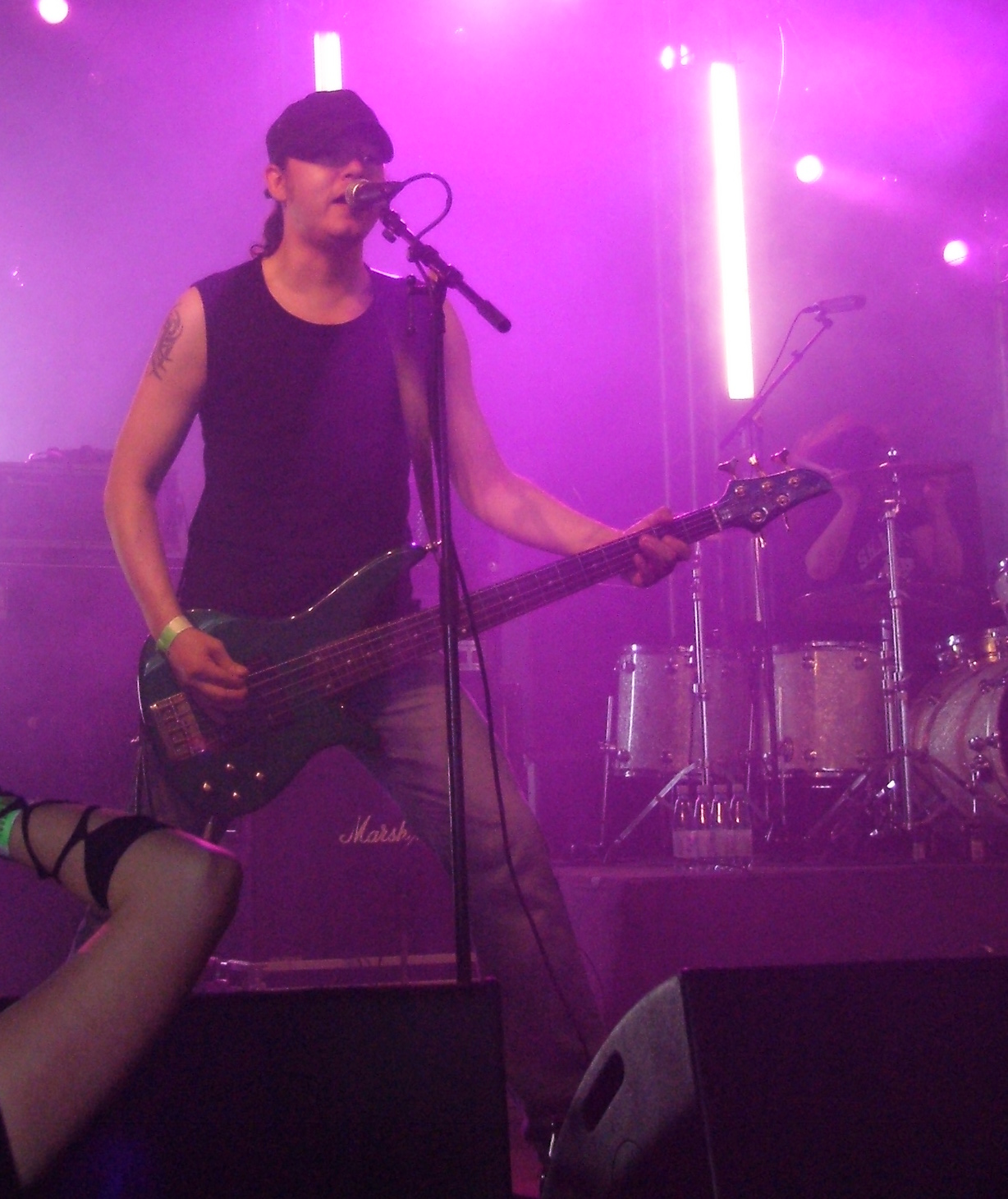
Lars Eikind, ex-bassiste de Before the Dawn sur scène.

Le groupe est formé en 1999 par Tuomas Saukkonen comme projet solo : « J'ai entièrement fait la première démo To Desire Part 1 et pour la deuxième, j'avais un ami qui jouait de la batterie pour moi. [...] BTD a continué à jouer en concert pendant que j'écrivais les chansons, et l'EP qui a suivi, intitulé My Darkness, a été très bien reçu, suffisamment pour qu'on ait pu signer chez Locomotive Music. » Rejoint par Panu Willman, Mike Ojala, et Kimmo Nurmi, la nouvelle formation enregistre son premier album studio, My Darkness, en 2003. Il suit d'un deuxième album en 2004, 4:17 am. Le groupe joue en soutien à Katatonia lors d'une tournée européenne en Scandinavie en 2003.
L'album The Ghost est publié en 2006 ; cependant, il s'agit d'un autre projet solo de Tuomas. Avec Lars et Juho comme nouveaux membres permanents, le groupe publie l'album Deadlight en 2007. Le single Deadsong, publié en février 2007, atteint immédiatement la 22e place du Top 20 finlandais ; pendant quatre mois, il reste au Top 20. Le single Faithless avec Jone Nikula sur la reprise de la chanson Mouth for War de Pantera atteint le Top 20 pendant la semaine du 15 juillet 2007,. Pendant l'enregistrement du cinquième album, Soundscape of Silence, le batteur Dani Miettinen quitte le groupe, qui décide de laisser la place vacante, avec seulement un batteur pour les concerts (ex. Matti Auerkallio). Tout de suite après la sortie de l'album en octobre 2008, Soundscape of Silence, reste au top 20 des classements finlandais (#14). Ils sont rejoints par le batteur Atte Palokangas (d'Agonizer). Atte devient membre officiel en mi-2009, et Before the Dawn joue en soutien à Amorphis à leur Forging Europe Tour à la fin de 2009.
L'EP Decade of Darkness atteint la première place des classements singles finlandais au printemps 2010. En février 2011, Tuomas Saukkonen remporte le Finnish Metal Award dans la catégorie « meilleur instrumentaliste » ; Before the Dawn atteint la troisième place dans la catégorie « meilleur groupe ». Tuomas défend son titre en 2012. Leur nouvel album Deathstar Rising atteint le Top 10 en Finlande, et la 8e place la première semaine de mars 2011. En juin 2011, le bassiste et chanteur Lars et le batteur Atte quittent le groupe ; Lars pour des raisons personnelles, et Atte à cause de divergences musicales. Le 25 janvier 2012, le groupe annonce le titre de son nouvel opus, Rise of the Phoenix. Le 10 janvier 2013, Tuomas Saukkonen annonce la séparation du groupe, et son implication dans un projet appelé Wolfheart.

## Membres

### Derniers membres
- Tuomas Saukkonen - chant, chant guttural, guitare
- Juho Räihä - guitare
- Pyry Hanski - basse
- Joonas Kauppinen - batterie

### Anciens membres
- Panu Willman - chant, guitare
- Toni Broman - basse
- Jarkko Männikö - guitare, claviers
- Lars Eikind - chant clair, basse
- Mika Tanttu - batterie
- Dani Miettinen - batterie
- Katja Vauhkonen - chant
- Joel Mäkinen - claviers
- Jani Saajanaho - chant, guitare
- Timo Häkkinen - batterie
- Kimmo Nurmi - batterie
- Mika Ojala - guitare, claviers
- Tiina Ahokas - chant, claviers
- Pekka Sarkkinen - guitare
- Aatu Mukka - batterie
- Tomi Malin - basse
- Timo Hankola - guitare
- Tomi Luoma - guitare
- Atte Palokangas - batterie
- Matti Auerkallio - batterie

## Discographie

### Albums studio
- 2003 : My Darkness
- 2004 : 4:17 am
- 2006 : The Ghost
- 2007 : Deadlight
- 2008 : Soundscape of Silence
- 2011 : Deathstar Rising
- 2012 : Rise of the Phoenix

### Démo
- 2000 : To Desire

### Split
- 2008 : Dirty Black Summer

### EP
- 2011 : Decade of Darkness (Ltd.MCD+DVD)